# G-Unit
Dži Junit (engl. G-Unit) je američka hip-hop grupa iz Njujorka. Objavljivanjem nekoliko kompilacija ova grupa je obezbedila svoje mesto na njujorškoj sceni. Ime grupe je kraći naziv od Gerila Odreda (engl. Guerilla Unit) i Gangsterskog Odreda (engl. Gangsta Unit).

## Istorija grupe

### Počeci
Grupu su osnovali reperi Fifti Sent (engl. 50 Cent), Lojd Benks (engl. Lloyd Banks) i Toni Jejo (engl. Tony Yayo) koji su proveli detinjstvo zajedno u istom kvartu grada gde su se bavili rep muzikom i ujedno prodavali drogu zajedno. Kada je Fifti Sent postao primećen i potpisao profesionalni ugovor, Lojd Benks i Toni Jejo su počeli svim silama da izbacuju muzičke kompilacije kako bi privukli pažnju na sebe. Fifti Sent je kasnije napustio svoju muzičku etiketu u trenutku kada je bio upucan ispred svoje porodične kuće.

### Uspon do slave
Posle pucnjave u kojoj je učestvovao, Fifti Sent je potpisao ugovor sa izdavačkom kućom Interskoup Rekords (engl. Interscope Records). Povodom uspeha njegovog prvog, komercijalnog albuma Get Rich or Die Tryin', bilo mu je dozvoljeno da osnuje sopstvenu muzičku etiketu. To je bio trenutak kada su Dži Junit Rekords (engl. G-Unit Records) osnovane.
Grupa je nastavila da vredno radi i objavila je nekoliko kompilacija kojima je privukla puno pažnje u hip-hop muzičkoj industriji. Najpoznatije od njih su bile, 50 Cent Is The Future, God's Plan, No Mercy, No Fear i Automatic Gunfire. Dži Junit je takođe započeo i seriju kompilacija sa njihovim zvaničnim disk-džokejem, Dj Vu Kid-om (engl. Dj Whoo Kid) pod nazivom G-Unit Radio.
Pre nego što je grupa dobila šansu da snimi album prvenac, Toni Jejo je dobio zatvorsku kaznu povodom presude koja ga je teretila za ilegalno posedovanje oružja i izbegavanje placanja kaucije. Za vreme odsluženja njegove kazne, grupi se pridružio Jang Bak (engl. Young Buck), reper iz Nešvil-a (engl. Nashville). Grupa je nastavila svoje aktivnosti i počeli su da izdaju još više kompilacija. Njihov „Dži Junit remiks" poznate pesme Fifti Sent-a „P.I.M.P" je bio posebno uspešan u tom periodu.
Ono što je desilo za vreme odsluženja kazne Tonija Jeja je i snimanje prvog albuma Dži Junit-a, pod nazivom Beg for Mercy. Album je veoma brzo izdat 14. novembra 2003. godine kako bi se izborio protiv ilegalne prodaje i doživeo je značaj komercijalni uspeh. Toni Jejo se pojavio samo u dve pesme na ovom albumu i to obe pesme koje su bile snimljenje pre nego što je bio priveden pravdi. 

### Bivši članovi
Veliki broj izvođača je napustilo ili je bilo izbačeno iz grupe zbog raznoraznih razloga. Beng Em Smrf (engl. Bang Em Smurf) je blisko sarađivao sa grupom pre nego što su potpisali ugovor sa Interskoup Rekords. On je izjavio jednom prilikom da je pre nego što je Fifti Sent doživeo komercijalni uspeh, snimio sa njim kompilaciju od koje je trebalo da svako od njih zaradi po 5 dolara od svake kompilacije. Preko 400,000 primeraka je bilo prodato i Fifti Sent mu navodno nikada nije dao njegov deo. Takođe, za vreme odsluženja zatvorske kazne Beng Em Smrf je izjavio da ga Fifti Sent nije nijednom kontaktirao niti mu je uplatio jemstvo. Ovo su bili razlozi zašto su on i njegov bliski prijatelj Dominejšn (engl. Domination) odustali od bilo kakve saradnje sa grupom Dži Junit. Dominejšn nikada nije bio zvanični član grupe Dži Junit ali je bio veoma blizak prijatelj repera Beng Em Smrf-a za vreme njegove saradnje sa grupom.
Gejm (engl. The Game) je na početku postao deo grupe Dži Junit po preporuci poznatih producenata i repera Dr. Dre-a (engl. Dr. Dre) i Džimi Lavin-a (engl. Jimmy Lovine). Međutim posle izvesnog vremena, počele su da se javljaju nesuglasice između Gejm-a i grupe. Fifti Sent je izjavljivao kako Gejm nije bio veran grupi jer nije želeo da učestvuje u razmiricama između Dži Junit-a i drugih repera i toliko daleko je otišao da je čak hteo i da sarađuje sa protivničkim izvođačima. Fifti Sent je takođe naglasio da nije dobio dovoljno priznanja za to što je najpisao nekoliko pesama sa Gejm-ovog albuma prvenca. Ovo je rezultovalo i možda najvećoj svađi od kada je postojalo rivalstvo i svađa između Nas-a (engl. Nas) i Džej Zi-ja (engl. Jay-Z). 
U aprilu, 2008. godine u intervju-u sa Mis Džouns na Njujorškom radiju Hot 97 Fifti Sent je izjavio da Jang Bak nije više član grupe Dži Junit ali da i dalje ima ugovor sa njima. Fifti Sent je naglasio da su postojali problemi u trošenju novca i javnim izjavama Jang Bak-a kako nije bio isplaćivan na pravi način.

### Albumi
Prvi album grupe, Beg for Mercy se pojavio 2003. godine. Toni Jejo, koji je u tom periodu bio u zatvoru se pojavio samo na dve pesme sa ovog albuma i na omotu gde je njegovo lice bilo na zidu od cigala pošto on nije mogao biti fotografisan iz zatvora. Ovaj album je bio prodat u 2.3 miliona primeraka u Americi i 4 miliona primeraka širom sveta. Jedini gostujući izvođač koji se našao na ovom albumu je bio R&B izvođač, Džou (engl. Joe). Produkciju su radili Haj-Tek (engl. Hi-Tek), Dr. Dre, Skot Storč (engl. Scott Storch) i drugi.
Njihov drugi albuma, T.O.S: Terminate on Sight je bio izdat 1 jula, 2008. godine. Dok je album bio u procesu snimanja pojavila su se razmirice između Jang Bak-a i Fifti Sent-a koje su se završile tako što je Jang Bak bio izbačen iz grupe, ali i dalje pod ugovorom. Jang Bak se ipak pojavio na pesmama koje su prethodno snimljenje ali je bio predstavljen samo kao gostujući izvođač. Od avgusta prošle godine album je prodat u 185,000 primeraka u Americi. Reper Mavado je bio jedan od gostujućih izvođača na ovom albumu a na produkciji pesama su radili Svis Bitz (engl. Swizz Beatz), Da Biznes (engl. Tha Bizness), Rik Ros (engl. Rick Ross), Polou da Don (engl. Polow da Don) i drugi.

## Poslovni poduhvati

### Linija Odeće
„Dži Junit" linija odeće je osnovana 2003. godine kada se Fifti Sent udružio sa Mark Eko-om (engl. Marc Ecko) osnivačem Eckō Unlimited-a kako bi napravio asortiman odeće i aksesoara inspirisanih Fifti Sent-om i članovima grupe Dži Junit. Jang Bank je izjavio da odevnu liniju krase „koordinisane boje, novi stil i klasični ulični izgled" dok je Fifti Sent istakao da je „Dži Junit odeća velikog kvaliteta i da je najbolja na tržištu". Dži Junit je sponzorisao „The Book Bank" fondaciju ulagajući u nju jedan deo profita koji su dobili prodajom asortimana odeće kao i donacijama fondaciju Dži Juniti (engl. G-Unity).

### Dži Juniti
Grupa Dži Junit je osnovala Dži Juniti fondaciju (skraćeno samo Dži Juniti) koja se bavila davanjem donacija neprofitnim organizacijama koje su se najviše fokusirale na poboljšanju uslova života u zajednicama u kojima se malo zarađivalo ili koje nisu obezbeđivale dobre uslove za život. 

## Kontorverzni trenuci

### Gejm
Razmirice između repera Fifti Sent-a i Gejm-a su počele 2005. godine čak i pre nego što je njihova svađa postala javna i pre nego što je Gejm izdao svoj prvi album. Posle izdavanja albuma The Documentary, Fifti Sent je optužio Gejma kako nije veran grupi i kako čak želi da sarađuje sa reperima kao što su Nas i Džejdakis (engl. Jadakiss) sa kojima je grupa Dži Junit imala razmirice. 
Fifti Sent je optužio Gejm-a kako je on napisao šest pesama sa njegovog albuma za koje nije dobio odgovarajuće priznanje, što je Gejm porekao. Za vreme ovog konflikta, jedan od članova Gejm-ove grupe je bio upucan posle svađe u studiju radija Hot 97 u Njujork-u. Pošto se situacija između njih još više pogoršala, Fifti Sent i Gejm su održali konferenciju za novinare kada su objavili njihovo pomirenje. Fanovi su imali pomešana osećanja povodom ove svađe za koju se mislilo da je bila samo još jedan do načina kako bi se stekla medijska pažnja i tako poboljšala prodaja njihovih albuma. Čak i kada su se malo smirile strasti, Dži Junit je nastavio da potpiruje svađu sa Gejm-om putem medija, umanjujući njegov kredibilitet i izjavljivajući da bez njihove pomoći neće moći da postigne nikakav uspeh njegovog drugog albuma. Gejm je na ove prozivke odgovorio tako što je organizovao bojkot Dži Junit-a pod nazivom Dži Ju Not (engl. G-Unot) za vreme njegovog nastupa na festivalu Samr Džem (engl. Summer Jam). Dži Ju Not je pejorativni termin koji je osmislio Gejm i koji znači: „Gangster (Dži) ti (Ju) nisi (Not)". Fifti Sent je od tada zvanično registrovao to ime kao njegovo kako bi sprečio Gejm-a da i dalje koristi taj naziv.
Još jedan od načina na koji je Gejm odgovorio Dži Junit-u je bila i produžena verzija pesme „300 Bars and Running" upućena njima ali i članovima Rok-A-Fela Rekords (engl. Roc-A-Fella Records) sa kompilacije You Know What It Is Vol. 3. Fifti Sent je odgovorio na ovo video spotom za pesmu „Piggy Benk" parodijom na lik „Mr. Potato Head" - popularnom dečjom lutkom od plastike u obliku krompira - koji je predstavljen kao Gejm. Od tog trenutka pa na dalje obe grupe su nastavile sa prozivkama. Gejm je izdao još dve kompilacije, Ghost Unit i mikstejp/DVD pod nazivom Stop Snitchin, Stop Lyin. 
Fifti Sent je imao direktan odgovor tako što je snimio pesmu „Not Rich, Still Lying" na kojoj ismeva Gejm-a. Kao dodatak celoj priči je i to što je Fifti Sent nastavio da odgovara na sve Gejm-ove prozivke snimajući nove kompilacije a novi član grupe Dži Junit - Spajder Lok (engl. Spider Loc) je počeo da vređa Gejm-a u nekoliko pesama. Odgovor je uskoro usledio i od Gejm-a i to ovog puta putem pesme „240 Bars (Spider Joke)" pesma koja je prvenstveno bila uperena protiv Spajder Lok-a ali takođe je uperila prst i na Toni Jeja i rep grupu Em-Ou-Pi (engl. M.O.P) i pesmu „The Funeral 100 Bars". 
U oktobru 2006. Gejm je produžio „mirovni dogovor" sa Fifti Sent-om na koji Fifti nije odgovorio istog trenutka. On je nekoliko dana kasnije na radiju Power 106 izjavio da je dogovor bio samo na jedan dan. Na Gejm-ovom albumu Doctor's Advocate nekoliko puta se ističe činjenica da su razmirice završene. Međutim svađa je ponovo poprimila svoj izvorni oblik pošto je Toni Jejo prema nekim navodima ošamario četrnaestogodišnjeg sina glavnog direktora Czar Entertainment-a, Džimi Rozemond-a (engl. Jimmy Rosemond). Gejm je odmah uzvratio pesmom „Body Bags" sa njegove kompilacije „You Know What It Is Vol. 4". 
Pesma Dži Junit-a „We On Some Shit" je bila uperena protiv Czar Entertainment-a, ali i Fet Džou-a (engl. Fat Joe) i Kemron-a (engl. Cam'ron).

### Dža Rul
I pre nego što je potpisao ugovor sa producentskom kućom Interskoup Rekords, Fifti Sent je započeo razmirice sa reperom Dža Rul-om (engl. Ja Rule) i njegovom etiketom Murder Inc. Records. Fifti Sent je izjavio da je svađa započela 1999. godine kada je Dža Rul video njega sa čovekom koji mu je ukrao nakit. Ipak, Dža Rul je smatrao da je konflikt započeo posle snimanja video spota na Kvins-u (engl. Queens) i to zbog toga što se Fifti-ju nije svidelo koliku podršku „iz kraja" je dobio Dža Rul. Razmirice su započele u studiju u Njujorku gde je reper Blek Čajld (engl. Black Child) izvođač sa etikete Murder Inc. ranio Fifti Sent-a nožem.
Od tada Blek Čajld je dva puta prozvao Fifti Sent-a putem pesama „There's a Snitch in the Club" i „You the Wanksta". U obe pesme Blek Čajld je govorio o pucanju na Fifti-ja, ranjavanju i ubodima kao i drugim stvarima. „Imam još puno da živim pre nego što umrem, nemam vremena za trošenje, upucaću tog crnju u lice". (lit. prev. „I got a lot of living to do before I die, and I ain't got time to waste, shoot this nigga in his face".)
Razmena pesama u kojima prozivaju jedni druge se nastavila i kulminisala je albumom Dža Rul-a pod imenom Blood in My Eye koji je većinom bio uperen protiv Fifti Sent-a. Dža Rul je ipak posle pokušao da umiri razmirice izmeđi njega i Fifti Sent-a za vreme televizijskog intervjua sa poslanikom Luis Farakan-om (engl. Louis Farrakhan). Međutim ovaj pokušaj smirivanja strasti je izgubio na kredibilitetu pošto je ovaj intervju bio zakazan dan pre nego što je trebao da se pojavio album Blood in my Eye. Kao rezultat toga, većina fanova a i Fifti Sent su ovaj intervju videli samo kao potez za pridobijanje medijske pažnje. Za vreme ovih razmirica Fifti-jeve kolege koje su mu pomagale u Dži Junit-u, Eminem, Dr. Dre, Obi Trajs (engl. Obie Trice), Di Tvelv (engl. D12) i Basta Rajms (engl. Bustah Rhymes) su takođe izbacivali pesme uperene protiv Dža Rul-a. 
Dža Rul je kasnije izdao album R.U.L.E sa veoma uspešnim singlom „Njujork" na kojem su mu pomogli reperi Džejdakis, Fet Džou i putem koga je Dža Rul nesvesno napao Fifti Sent-a. Ovaj singl je primorao Fifti-ja da započne svađu sa ova dva repera koji su učestvovali na ovom singlu. 
Iako je izgledalo kao da je svađa prestala, Dža Rul je opovrgnuo ovu činjenicu tako što je izbacio u javnost pesmu „21 Gunz". Odgovor je usledio veoma brzo, Lojd Benks i Fifti Sent su snimili pesmu „Povratak Dža budale" (engl. „Return of Ja Fool") koja se mogla naći na kompilaciji Lojd Benks-a Mo Money in the Bank Pt. 4, Gang Green Season Starts Now.
U intervju-u za MTV, Dža Rul je izjavio da njegov novi ablum, The Mirror, neće nastaviti svađu iz prošlosti. Izjavio je da „da je bilo mnogo stvari koje je želeo da kaže, i da nije želeo da bude „gorkih" pesama na albumu zato što on nije više ljut ni zbog čega što se desilo u nekoliko pređašnjih godina."

### Fet Džou
Fifti Sent je istakao da je Fet Džou „nacrtao na sebi metu" u trenutku kada je ušao u saradnju sa Dža Rul-om u pesmi koja je bila uperena protiv Fifti-ja. Fifti Sent je snimio pesmu „Piggy Bank" u kojoj je napao Fet Džou-a. Odgovor na ovo je bila pesma „My Fofo" i iako je izjavio da neće odgovarati na Fifti-jeve prozivke Džou je snimio još tri pesme, „Massacre of Fifty", „Victim", i „Whip Your Head". Fifti Sent i Toni Jejo su pridodali još nekoliko varnica snimivši pesmu „I Run NY". Iako su se posle toga stvari stišale, za vreme održavanja MTV dodele muzičkih nagrada (MTV Video Music Awards) Fet Džou je izjavio kako su sve policijske snage koje su obezbeđivale ovu svečanost u „čast Dži Junit-a" što je bilo vezano za njegovim optužbama da je Fifti Sent „cinkaroš". Fifti Sent i Toni Jejo su odgovorili na ovo na kraju njihovog nastupa upućujući pogrdne reči Fet Džou-a i njegovoj grupi Terror Squad. MTV je cenzurisao ove prozivke. Toni Jejo je nastavio sa razmiricama izjavivši da je Fet Džou bežao od njih za vreme MTV dodele muzičkih nagrada. Pistol Pit (engl. Pistol Pete) član Terror Squad-a se pojavio na Gejm-ovom di-vi-diju „Stop Snitchin, Stop Lyin" gde je vređao Toni Jeja i Fifti-jevog menadžera Džejms Kruz-a (engl. James Cruz) tvdeći da je jurio Toni-ja kod zlatarnice dok je ovaj bežao od njega. Svađa je nastavljena putem brojnih intervjua i naročito je bila obnovljenja 2008. godine u pesmama i video spotovima koji su usledili. Fifti Sent je objavio kompilaciju „Slon u pesku" (engl. „Elephant in The Sand") što je bio podsmevajući naziv novog albuma Fet Džou-a „Slon u sobi" (engl. „Elephant in The Room"). Na prednjem i zadnjem omotu ove kompilacije su bile slike Fet Džou-a na plaži.

### Druge razmirice
Svađa između Fifti-ja i Kemron-a (engl. Cam'ron) je započela kada se Fifti pojavio na radiju Hot 97 i kada je imao intervju u koji se kasnije uključio i Kemron koji je postavio pitanje Fifti-ju. On ga je upitao da li Fifti ima tu „moć" da prekine objavljivanje albuma izdavačke kuće Koh Rekords (engl. Koch Records) na šta je Fifti odgovorio da ima izvesni uticaj. Razgovor se protvorio u svađu kada je Fifti izjavio da su Koh Rekords „groblje rep industrije". Kemron je tada počeo da vređa Dži Junit izjavljujući kako je najnoviji album repera Džim Džouns-a (engl. Jim Jones) prodat u istom broju primeraka kao i album Lojd Benks-a i pored toga što je Dipset samostalna etiketa dok je Dži Junit industrijska etiketa (engl. major label). Razgovor se pretvorio u nekontrolisanu viku. Možda i najkritičniji argument koji je imao Kemron je bio u trenutku kada je izjavio da je veoma loša prodaja albuma Mob Dip-a (engl. Mobb Deep), Blood Money. Voditelj radio programa je bio primoran da prekine Kemron-a u tom trenutku zbog velikog broja psovki i uvreda koje je uputio Fifti Sent-u. Fifti Sent je napao lidera hip-hop grupe Dipset, Kemron-a, tako što je snimio video spot za pesmu „Funeral Music" koji je doživeo premijeru na Maj Spejs (engl. My Space) stranici disk-džokeja Dj Kej Slej-a (engl. Dj Kay Slay). Fifti je ismevajući se izjavio da ovaj spot nije bio uperen na druge članove Dipset-a i da „Kem (Kemron) više nije bio lider ove grupe, već obični „vojnik" dok je glavni „komandant" bio Džimi - reper Džim Džouns (engl. Jim Jones)". Na kraju ovog video spota je bio prikazan poster sa izmišljenim crtežom Kemron-a sa pištoljem na kojem je bilo napisano „Fifti Sent" i gde je prikazan Kemron-ov datum smrti koji je bio datum kada se pojavio ovaj video spot. Kemron je nedavno uzvratio pesmom pod nazivom „Curtis" koje je pravo ime Fifti Sent-a. U ovoj pesmi nema mnogo toga osim što Kemron ističe koliko mu prija što Fifti Sent pominje članove Dipset-a Džuelz Santana-e (engl. Juelz Santana) i Džim Džouns-a. Fifti Sent i Jang Bak su snimili pesmu „Hold On" i video spot u kojem Fifti puca na Kemron-a. Odgovor na ovo je bio spot „Curtis Pt. 2". U intervju-u za MTV Toni Jejo je izjavio da „da ne veruje Kemron-u, Džim Džouns-u, Lil Vejn-u, Gejm-u i da smatra da je Kemron samo pion u rep igri kao se ni on a ni javnost se ne sećaju poslednjeg velikog hita koji je snimio Kemron."
Do manje svađe je došlo između Dži Junit-a i Dj Kaled-a (engl. Dj Khaled) kada je za vreme emisije Rap City Kaled trebao da navede tri najbolja albuma od osam koji su mu bili ponuđeni. On je izabrao albume među kojima nije bilo Get Rich or Die Tryin', albuma Fifti Sent-a. Ovo je očigledno razjarilo Fifti-ja koji je snimio pesmu „Personal Unity" u kojoj vređa Dj Kaled-a i Terror Squad.

## Diskografija
- Beg for Mercy (2003)
- T.O.S: Terminate on Sight (2008)

## Nagrade
- Vibe Awards
  - 2004 - Najbolja grupa - Dži Junit

- AVN Awards
  - 2005 - Najbolji interaktivni DVD - Groupie Love
  - 2005 - Najbolja muzika - Groupie Love od Lojd Benks-a

## Externi linkovi
- Званични веб-сајт
- Званични веб-сајт